# Cmentarz wojenny nr 115 – Rzepiennik Marciszewski
Cmentarz wojenny nr 115 – Rzepiennik Marciszewski – cmentarz z I wojny światowej, znajdujący się we wsi Rzepiennik Marciszewski, w gminie Gromnik, powiecie tarnowskim, województwie małopolskim. Jeden z ponad 400 zachodniogalicyjskich cmentarzy wojennych zbudowanych przez Oddział Grobów Wojennych C. i K. Komendantury Wojskowej w Krakowie.  W IV okręgu Łużna cmentarzy tych jest 27. 

## Lokalizacja
Cmentarz znajduje się na lewym stoku potoku Rzepianka. Jest trudno dostępny, znajduje się bowiem w lasku wśród pól i nie prowadzi do niego żadna droga ani ścieżka, ani znak kierunkowy. Zlokalizowany jest na dwóch wąskich grzbietach między dwoma jarami potoków, które tuż poniżej cmentarza łączą się w jedno koryto. Najłatwiej można do niego dojść boczną drogą asfaltową od głównej drogi przez Rzepiennik Marciszewski przy widocznym z niej budynku z napisem „Sala Królestwa Świadków Jehowy”.  Ostatni odcinek prowadzi już przez niekoszoną łąkę, naprzeciwko samotnego gospodarstwa, w miejscu, w którym odchodzi do niego droga dojazdowa. Łatwiej odszukać cmentarz wiosną i jesienią, gdy drzewa nie mają jeszcze liści.

## Opis cmentarza
Z zachowanej dokumentacji wynika, że jego kształt dostosowany był do ukształtowania terenu. Miał kształt litery V, końcami zwróconej w dół stoku. Wszystkie jego elementy (ogrodzenie, furtka, krzyż pomnikowy i krzyże na grobach) wykonane były z drewna. 
Pochowano tu 151 żołnierzy, w tym:
- 78 żołnierzy armii rosyjskiej,
- 69 żołnierzy armii austro-węgierskiej,
- 4 żołnierzy armii niemieckiej.

Żołnierze ci polegli w grudniu 1914 r. oraz w dniach 2–5 maja 1915 r. podczas ofensywy sprzymierzonych wojsk austriacko-węgierskich i niemieckich, zwanej bitwą pod Gorlicami. Wszyscy pochowani byli w pojedynczych grobach. Z nazwiska znanych jest 40.

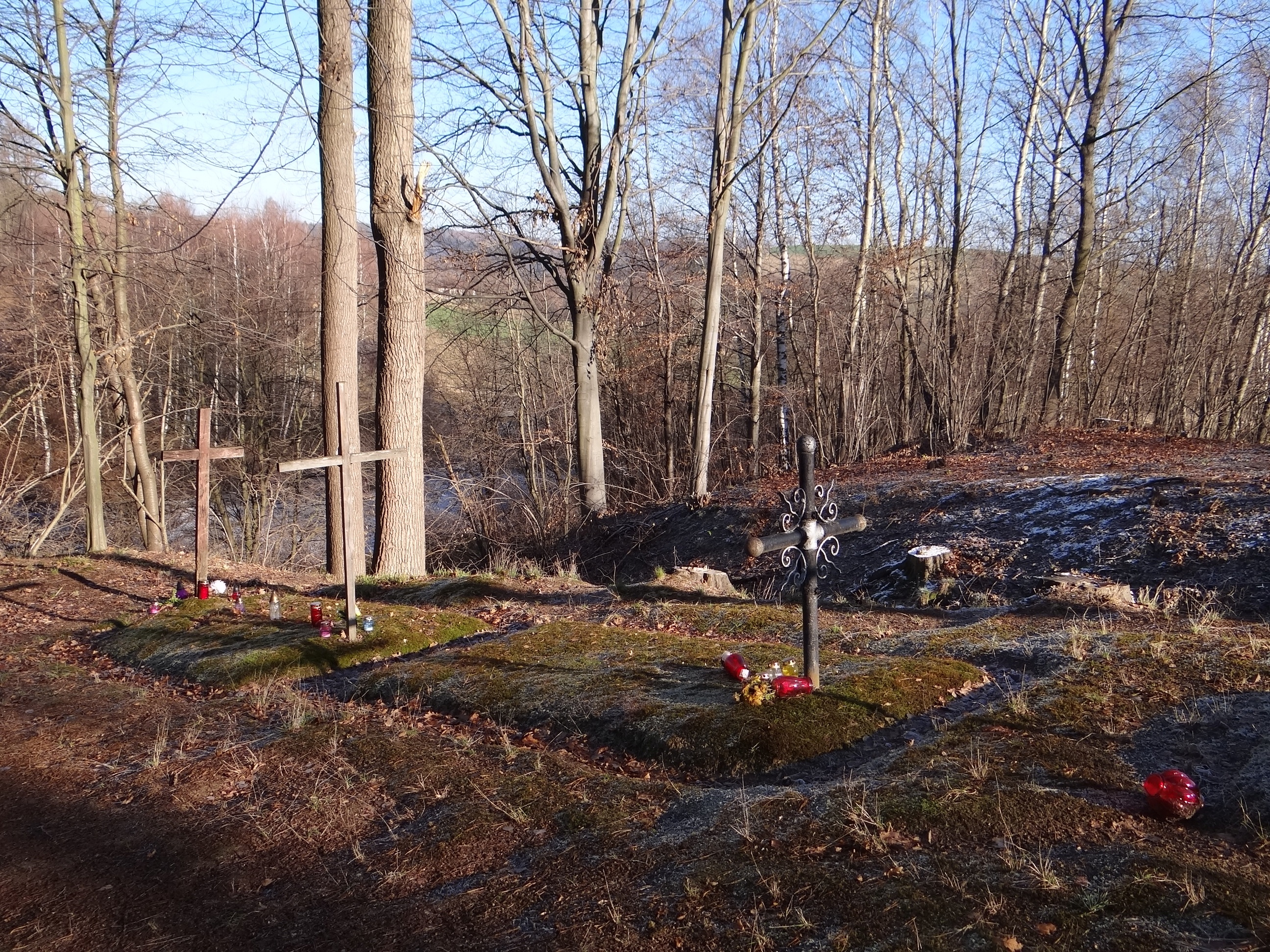
Fragment cmentarza w 2015 r.
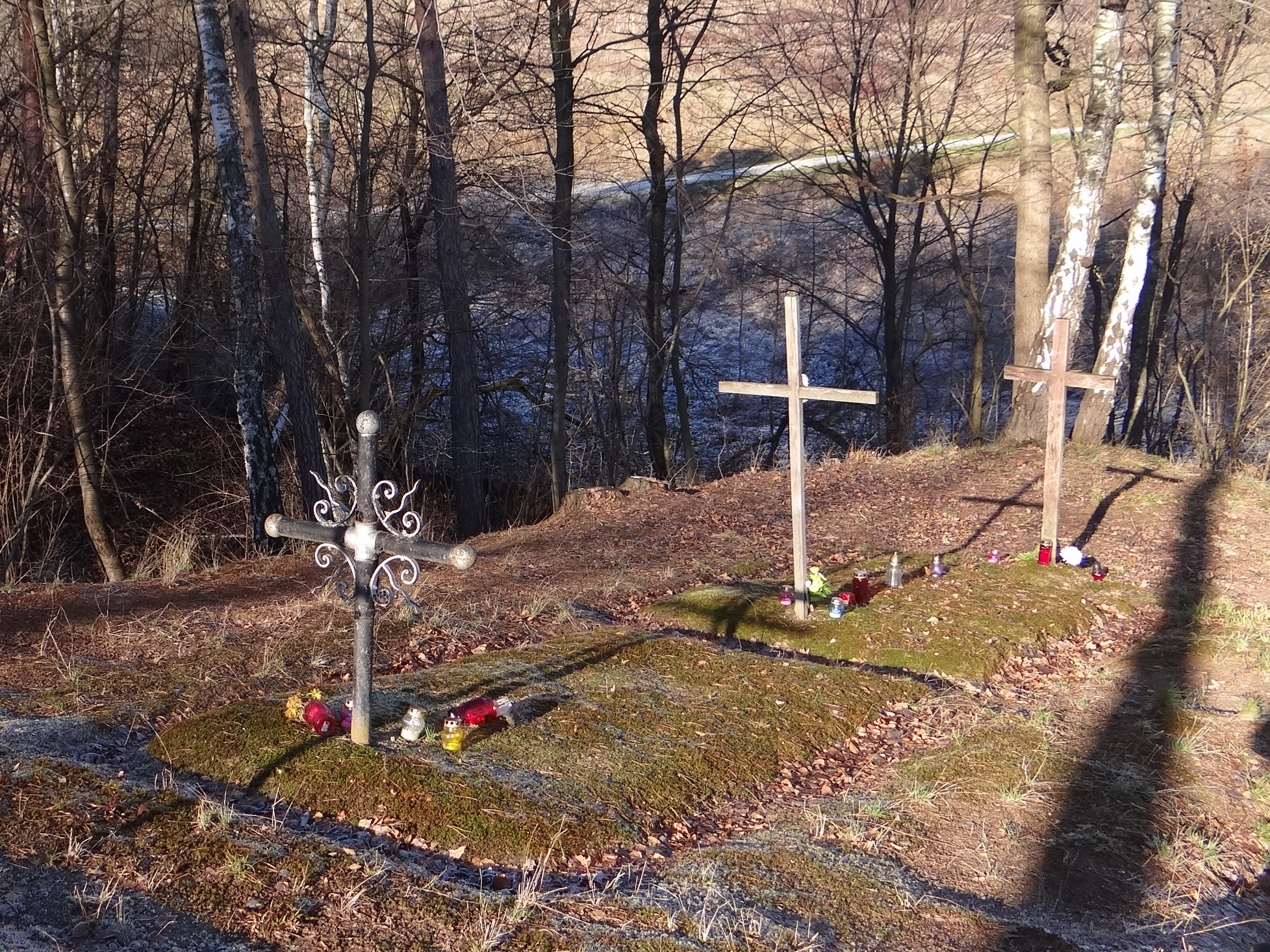
Fragment cmentarza w 2015 r.

## Losy cmentarza
W 1915 r. po wygranej bitwie pod Gorlicami i przepędzeniu Rosjan dalej na wschód, monarchia austro-węgierska przystąpiła do budowy cmentarzy. Po II wojnie światowej nie dbano o cmentarze z I wojny. Cmentarz nr 115 ulegał samorzutnemu niszczeniu przez czynniki przyrody. Elementy zdrewniałe zbutwiały i obecnie nie ma po nich żadnego śladu. Niepielęgnowany cmentarz całkowicie zarósł drzewami i krzewami. Pozostały po nim jedynie dwa betonowe słupki z napisami „HV”, które przeniesiono poniżej w inne miejsce, dlatego nie da się już ustalić górnej granicy cmentarza. W 2015 r. stan cmentarza jest taki: usunięto na jednym z jego ramion zadrzewienie, wykonano 4 ziemne mogiły i ustawiono na nich 5 krzyży – 3 żelazne i 2 drewniane. Są to nowe krzyże, o kształcie zupełnie niezgodnym z krzyżami oryginalnymi. Brak tablicy informacyjnej cmentarza i tabliczek imiennych. Cmentarz wymaga kompletnego remontu – właściwie wykonania na nowo wszystkich elementów.